# SiTech DEV1
SiTech DEV1 – elektryczny samochód osobowy klasy miejskiej produkowany pod chińską marką SiTech w latach 2018–2020.

## Historia i opis modelu

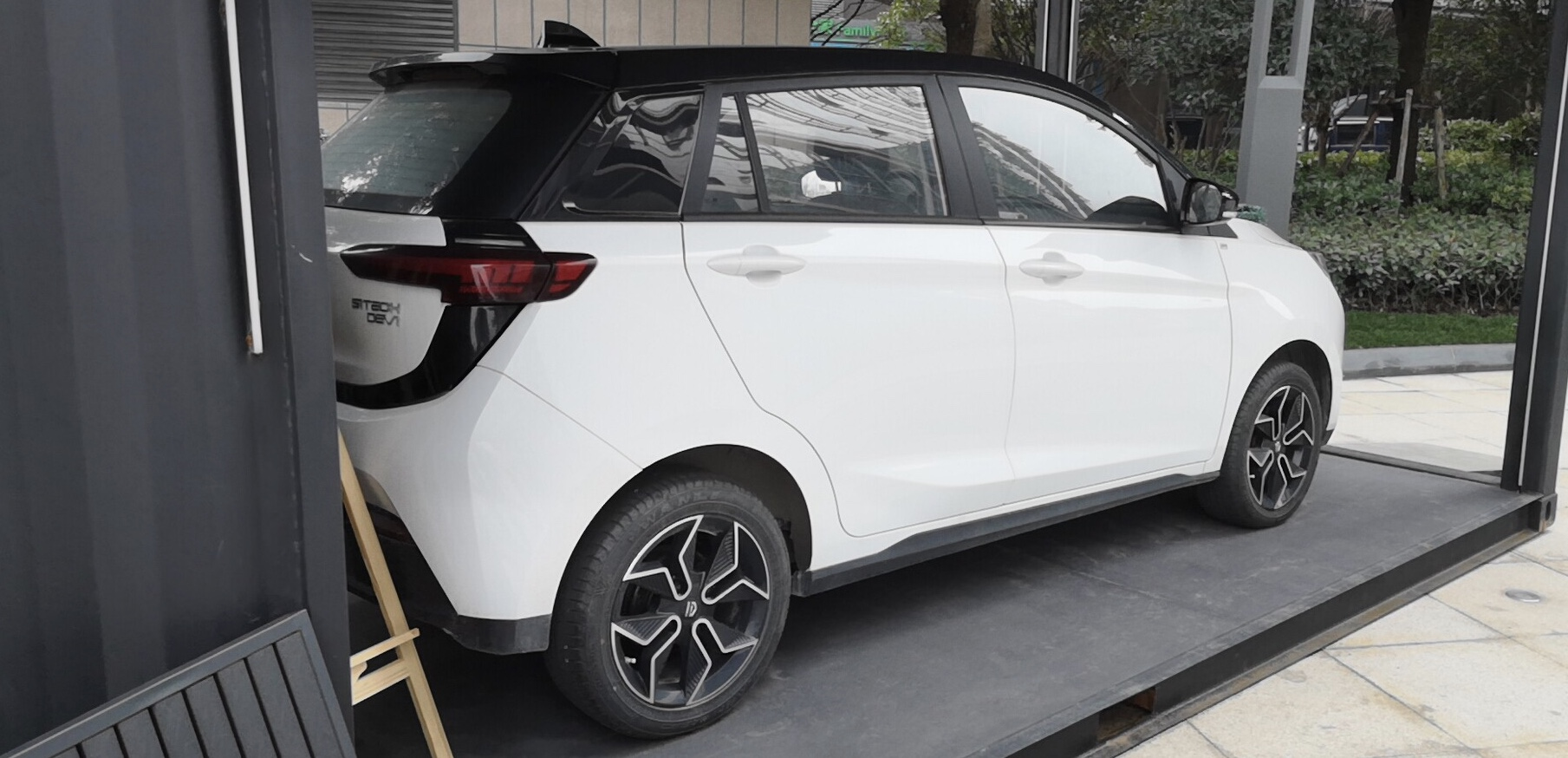
SiTech DEV1 - tył

Podczas Beijing Auto Show 2018 chiński koncern wprowadził na rynek nową markę przeznaczoną do produkcji miejskich samochodów elektrycznych, poprzedzając od hatchbacka DEV1. Samochód przyjął pudełkowe proporcje, z charakterystycznym dwukolorowym malowaniem nadwozia i reflektorami w kształcie litery C.

### Sprzedaż
SiTech DEV1 jest samochodem produkowanym i sprzedawanym wyłącznie na wewnętrznym rynku chińskim. Produkcja pojazdu rozpoczęła się w sierpniu 2018 roku, z kolei w styczniu 2019 roku sprzedaż DEV1 osiągnęła 4000 sztuk.

### Dane techniczne
Układ elektryczny SiTech DEV1 tworzy bateria o pojemności 35 kWh, która zapewnia 74 KM mocy, 170 Nm maksymanego momentu obrotowego oraz 300 kilometrów maksymalnego zasięgu na jednym ładowaniu.